# ツーク州

ツーク州の位置

ツーク州（ツークしゅう、Kanton Zug）は、スイスのカントン（州）。人口は12万2134人（2015年12月）、州都はツーク。11の自治体に分かれている。ドイツ語圏。

## 地理

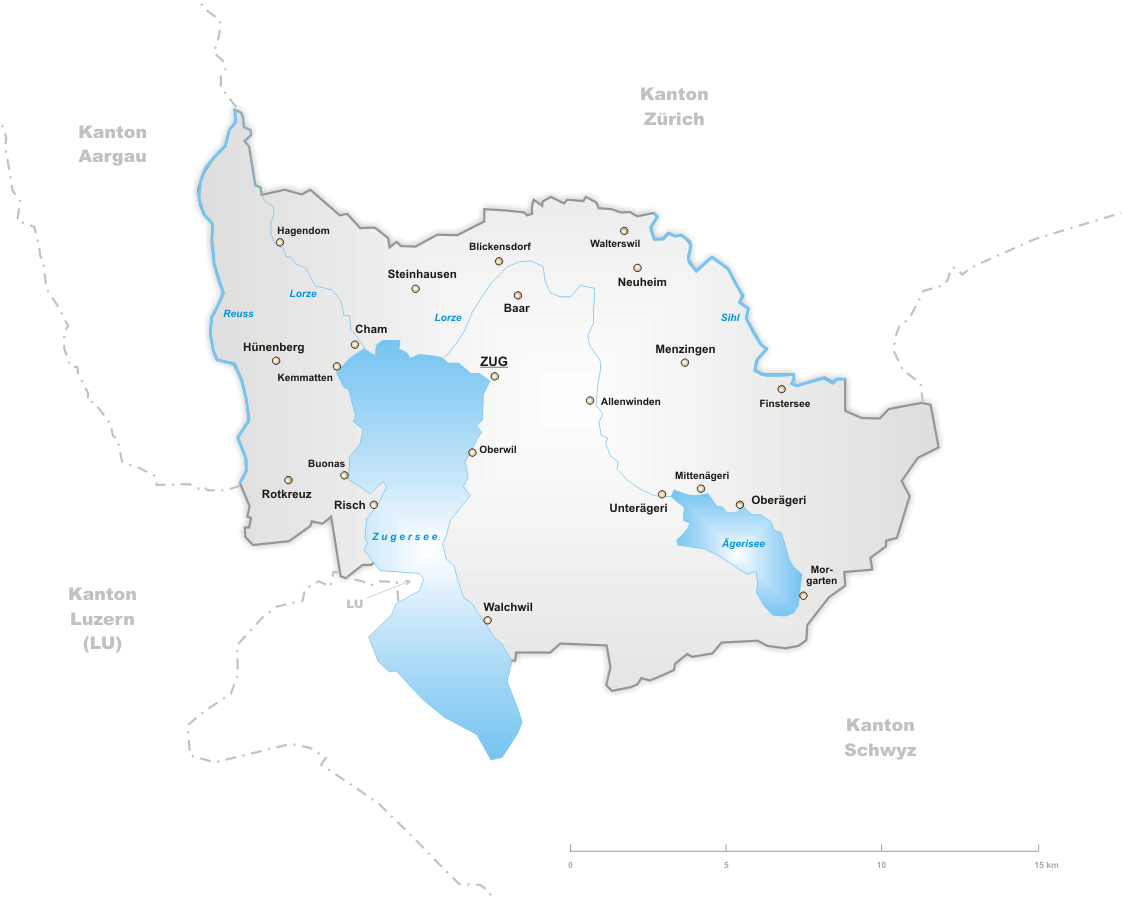
ツーク州の地図

ツーク州はスイスの中央やや北よりに位置している。

### 隣接している州
- 西:ルツェルン州,アールガウ州
- 北:チューリヒ州
- 南西:シュヴィーツ州